# القرين (الشرقية)
مدينة القرين  بمحافظة الشرقية بمصر.

## تاريخ القرين
ورد بالقسم الثاني من الجزء الأول من القاموس الجغرافي للبلاد المصرية من عهد قدماء المصريين إلى سنة 1945 الصادر عن مركز وثائق وتاريخ مصر المعاصر بالهيئة المصرية العامة للكتاب عن تاريخ القرين مايلي: "هي من القرى القديمة وردت في التحفة وفي الانتصار من أعمال القليوبية في حين أنها واقعة وسط قرى إقليم الشرقية، ثم تبين أن سبب ذكر القرين ضمن نواحي القليوبية هو أن أطيانها كانت موقوفة لأعمال خيرية بإقليم القليوبية فأدرجت ضمن نواحيه ليسهل على حاكم القليوبية مباشرة إدارة الوقف وتحصيل ريعه.
وقد ورد ذكر القرين في عدة مواضع من التاريخ منها حادثة تآمرالظاهر بيبرس مع بعض المماليك سنة 658 وقتلهم الملك المظفر قطز عند قرية القرين حال عودته في تلك السنة من سوريا إلى مصر بعد محاربته التتار وانتصاره عليهم، ومنها أن الملك الأشرف قايتباى أنشأ مسجداً وسبيلاً بقرية القرين في سنة 880.
شعبها يعزى إلى حد كبير في المقاومة ضد غزو خارجي
من أهم الميادين الموجودة في القرين ميدان الشيخة حمدة وميدان القلعة الذي يوجد به المسجد الأثري لقايتباي بالإضافة ميدان أبو سبيبه وشأنها شأن بقية المدن فإن المدينة تنقسم إلى مجموعة من الأحياء لكن أهم ما يميز هذه الأحياء انها تأخذ أسماء العائلات التي تقطنها في الغالب ومن ابرز احياءها حى الجنايدة والبازات حى المدابحة ويقال انه اقدم حى بالقرين حيث كان يسكن فيه الشوربجى المدبوح وهو قائد الفرقة التي كانت تتولى تأمين طريق القوافل من الشام إلى مصر[بحاجة لمصدر] وحى الشادر والدعابسة والعبايدة والمزينيين والشقم والمساعدة والجرن والزيدانية والرفاعية والشيخ إبراهيم العزازي والعلوايه وأولاد سالم واولاد عمر 
وحي الماحي وحي المسيدي والقصاصين وحي الرياينه وترتبط هذه العائلات والأحياء بالقرابة والنسب .و يوجد بالقرين مستشفي مركزي مجهز بعناية مركزه للكبار وأخرى للأطفال كما يوجد بالمدينة مركز للامراض المتوطنه وتوجد بعض المراكز الطبية الخاصة وومستشفى السلامة الأهلي بالشيخه حمده ومركز الرواد للجراحة بعمارة التأمينات بالشادر ويوجد بالقرين الكثير من المدارس المتميزة والتي اخرجت العديد من الأطباء والمهندسين امثال مدرسة عبد الله الشرقاوي وعبد الله النديم ومدرسة الشيخ احمد الماحي ومدرسة عمر بن الخطاب ومدرسة أبو بكر الصديق ومدرسة الجهاد
كما يوجد بها كلية الدراسات الإسلامية والعربية (بنات) التابعة لجامعة الأزهر 
ويوجد بها أيضا مسجد عائلة أبو العينين ويتميز بحجم وطول مئذنة المسجد ويوجد المسجد بشارع الشهيد أحمد منصور ) الصيرافية .
وقد اشتهرت مدينة القرين بالنخيل لما تحتويه هذه المدينة من عدد كبير ومتنوع من أشجار النخيل كالحياني والعامري والعجلاني وصفار ميين وبنت عيش والكبوشي وغيرها
كما أن مدينة القرين تبعد عن مدينة القاهـرة 70 كم، ومساحتها 50 كم تقريبا وعدد سكانها 300 ألف نسمة تقريبـا، وتقع بين منتهى مراكز فاقوس والتل الكبير وأبو حماد، ولها تاريخ ونضال كبير في مقاومة الاحتلال الإنجليزي لمصر ويطلق عليها بلد المليون نخلة، ويميز أهلها الطيبة والبساطة والترابط. ويوجد بنفس الاسم بلدة (القرين) بالسعـودية طريق الرياض القصيم المدينة المنورة السريع، وهناك أيضا القرين الشهيرة بالكويت وكذلك باليمن بلدة القرين التابعة لمحافظة تعز.